# Zuccarinia
Zuccarinia é um género botânico pertencente à família Rubiaceae.